# هربرت اس. والترز
هربرت اس. والترز (به انگلیسی: Herbert S. Walters) سناتور سابق عضو حزب دموکرات ایالات متحده آمریکا بود. وی در سال ۱۹۶۳ تا ۱۹۶۴ میلادی سناتور ایالت تنسی در سنای ایالات متحده آمریکا بود.